# Cosmorhoe pustulata
Cosmorhoe pustulata är en fjärilsart som beskrevs av W. Warren 1895. Cosmorhoe pustulata ingår i släktet Cosmorhoe och familjen mätare. Inga underarter finns listade i Catalogue of Life.